# The Get Up Kids
The Get Up Kids é uma banda norte-americana de rock formada em 1994, em Kansas City, Missouri. A banda encerrou em 2005, retornou às atividades em 2008 e continua até os dias atuais. Foi uma das bandas que impulsionaram o movimento do emocore no final da década de 1990, influenciando diversas bandas ao redor do mundo. Os membros originais eram Matthew Pryor (voz e guitarra), Jim Suptic  (voz e guitarra), Robert Pope (baixo) e Ryan Pope (bateria).

## Discografia

### Álbuns
- Four Minute Mile                      - CD 1997 - Doghouse Records
- Woodson                               - EP 1997 - Doghouse Records
- Red Letter Day                        - EP 1999 - Doghouse Records
- Something to Write Home About         - CD 1999 - Vagrant Records
- The EP's: Red Letter Day and Woodson  - CD 2001 - Doghouse Records
- Eudora                                - CD 2001 - Vagrant Records
- On a Wire                             - CD 2002 - Vagrant Records
- Guilt Show                            - CD 2004 - Vagrant Records
- Live! @ The Granada Theater           - CD 2005 - Vagrant Records
- Simple Science                        - EP 2010 - Vagrant Records
- There Are Rules                       - CD 2011 - Quality Hill Records
- Problems                                   - CD 2019 - Big Scary Monsters